# Thomas Humphreys
Thomas Frederick Humphreys (Wingrave, Buckinghamshire, 8 de setembre de 1890 – Aston Abbotts, 9 d'abril de 1967) fou un atleta anglès, especialista en proves de fons, que va competir a començament del segle xx.
Al seu palmarès la medalla de bronze en la prova de cros per equips del programa d'atletisme dels Jocs Olímpics d'Estocolm de 1912 junt amb Frederick Hibbins i Ernest Glover. En aquesta mateixos Jocs fou divuitè en la prova individual de cros. També disputà els 10.000 metres però fou eliminat en sèries.